# 爾灣學區
爾灣學區（縮寫：IUSD）是美国加利福尼亞州橙縣的学区，总部在爾灣。IUSD有27,000名学生，22个小学，5个叙中，4个高中，和1个“continuation high school”。